# Kristyles
Albums de KRS-One
The Mix Tape
(2002) Best of Rapture's Delight
(2003)
Singles
1. Underground
Sortie : 20 mai 2003
2. How Bad Do You Want It
Sortie : 2003

Kristyles est le sixième album studio de KRS-One, sorti le 22 avril 2003.
L'album s'est classé 30e au Top R&B/Hip-Hop Albums, 10e au Top Independent Albums et 186e au Billboard 200.

## Liste des titres
| No  | Titre                                    | Contient un (des) sample(s) de            | Durée |
| --- | ---------------------------------------- | ----------------------------------------- | ----- |
| 1.  | Warning: Intro                           |                                           | 0:12  |
| 2.  | Do You Got It                            |                                           | 1:43  |
| 3.  | Ya Feel Dat                              | Apache du Sugarhill Gang                  | 3:44  |
| 4.  | Underground                              |                                           | 4:12  |
| 5.  | How Bad Do You Want It (featuring Peedo) |                                           | 3:46  |
| 6.  | Ain't The Same                           |                                           | 3:14  |
| 7.  | It's All a Struggle                      |                                           | 2:28  |
| 8.  | What Else Happened                       |                                           | 1:31  |
| 9.  | Somebody                                 |                                           | 3:55  |
| 10. | Survivin' (featuring Tekitha)            |                                           | 4:13  |
| 11. | Things Will Change                       |                                           | 4:22  |
| 12. | The Movement                             | Peek-A-Boo des Disciples of Soul          | 3:16  |
| 13. | Gunnen' Em Down                          |                                           | 3:36  |
| 14. | Philosophical                            |                                           | 3:14  |
| 15. | 9 Elements                               | 3rd Meter Stroll de Björn J:Son Lindh     | 3:38  |
| 16. | Alright With Me                          |                                           | 3:34  |
| 17. | The Only One                             | Land of Make Believe de Silver Convention | 4:53  |